# Moricey
Cet article possède des paronymes, voir Morrissey (homonymie), Morisset et Mauricet.
Ne doit pas être confondu avec Mauricet (acteur).
Alphonse Jules Poussin, dit Moricey (né le 23 février 1875 à Paris, dans le 18e arrondissement et mort le 14 février 1914  à Paris, dans le 2e arrondissement) est un chanteur et fantaisiste français, artiste de music-hall, et acteur de théâtre et de cinéma  de la période du cinéma muet.

## Biographie
Moricey entame dans les premières années du XXe siècle une carrière de chanteur et interprète des chansonnettes fantaisistes telles que Avec passion, Dodophe le zigotto, Les affaires vont pas !, Ous qu'il est l'curé d'Chatenay ?, Il est retrouvé Mr le curé !, J'suis un peu là !, Mets'y en ou encore Mon opinion sur les Dames.
En 1907, Moricey se produit avec Dranem à l'Alcazar dans Si ça vous chante, une revue humoristique écrite par Fabrice Lémon et Maurice de Marsan.
Le 21 février 1908 au Théâtre des Variétés, il interprète le rôle de Grabuge dans la reprise de l'opéra bouffe de Jacques Offenbach Geneviève de Brabant, dans une mise en scène de Fernand Samuel.
Au théâtre, on peut l'applaudir dans des pièces comme Le Roi (1908) de Victor Darlay et Henry de Gorsse, Le Circuit (1909) de Georges Feydeau et Francis de Croisset ou Arsène Lupin contre Herlock Sholmès (1910) de Gaston Arman de Caillavet, Robert de Flers et Emmanuel Arène.
À partir de 1909, il tourne dans quelques films pour Pathé Frères, notamment avec Georges Monca dans des films comme Le Jupon de la voisine (1910), Le Clown et le Pacha neurasthénique (1910), Conférence sur l'alcoolisme par Rigadin (1912) ou encore Rigadin ressemble au ministre (1913).
Il meurt à Paris le 14 février 1914, à l'âge de 38 ans, quelques jours après le début des représentations de L'Amour buissonnier de Romain Coolus, au théâtre de la Renaissance.

## Théâtre

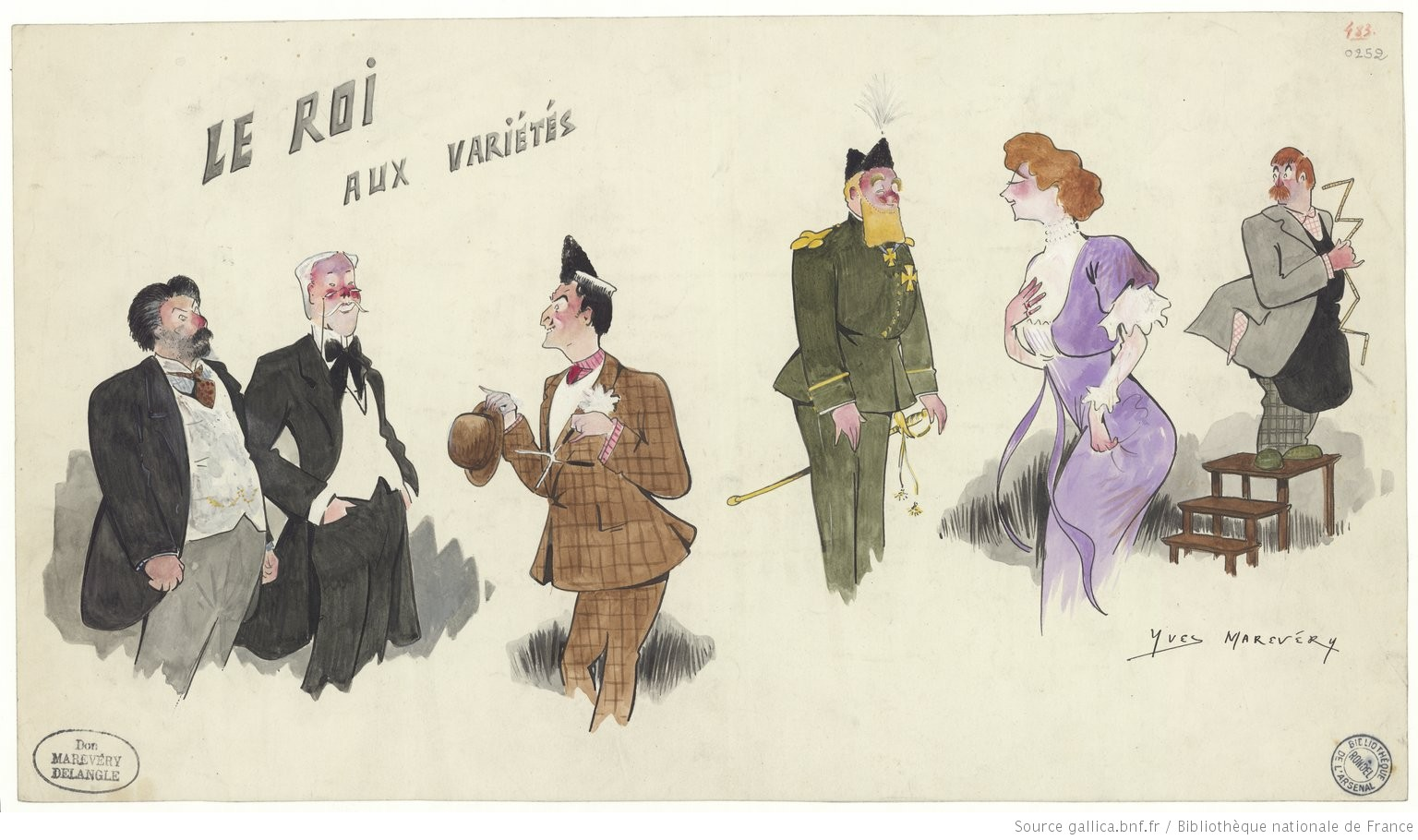
Moricey et ses partenaires Albert Brasseur, Armand Numès, Ève Lavallière, Max Dearly, Georges Guillaume Guy, Charles Prince, Amélie Diéterle, André Simon dans Le Roi de Victor Darlay et Henry de Gorsse, au théâtre des Variétés (dessin de Yves Marevéry)

- 1907 : La Revue du centenaire[1], revue à grand spectacle en 3 actes de Paul Gavault, Pierre-Louis Flers et Eugène Héros, créée au théâtre des Variétés à Paris le 3 mars 1907
- 1907 : Coco chéri !, opérette en 2 actes et 4 tableaux d'Émile Codey et Moïse Albert Delvaille, dit Trébla, musique de François Perpignan, créée à La Cigale à Paris le 17 décembre 1907
- 1908 : Geneviève de Brabant, opéra bouffe en 2 actes et 7 tableaux, paroles d'Hector Crémieux et Étienne Tréfeu, musique de Jacques Offenbach, représentée, en 3 actes, le 21 février 1908 au Théâtre des Variétés, mise en scène par Fernand Samuel
- 1908 : Le Roi[2] de Victor Darlay et Henry de Gorsse, créée au théâtre des Variétés à Paris le 24 avril 1908
- 1909 : Le Circuit, comédie en trois actes et quatre tableaux de Georges Feydeau et Francis de Croisset, représentée pour la première fois sur la scène du théâtre des Variétés à Paris le 29 octobre 1909
- 1909 : Un ange[3], revue à grand spectacle en 3 actes de Paul Gavault, Pierre-Louis Flers et Eugène Héros, créée au théâtre des Variétés à Paris le 14 décembre 1909
- 1910 : Arsène Lupin contre Herlock Sholmès de Gaston Arman de Caillavet, Robert de Flers et Emmanuel Arène, créée au théâtre du Chatelet à Paris le 28 octobre 1910
- 1912 : Le Bonheur sous la main[4] de Paul Gavault, créée au théâtre des Variétés à Paris le 26 janvier 1912
- 1912 : Tais-toi ! Tu m'affoles, revue en 2 actes et 30 tableaux de Pierre-Louis Flers et Eugène Héros, représentée au Moulin-Rouge à Paris le 28 octobre 1910
- 1913 : L'insaisissable Stanley Collins[5], pièce en cinq actes de Maurice de Marsan et Gabriel Timmory, créée au théâtre du Chatelet à Paris le 8 novembre 1913
- 1914 : L'Amour buissonnier, comédie en deux actes de Romain Coolus, représentée pour la première fois au théâtre de la Renaissance à Paris le 7 février 1914

## Filmographie partielle

### Comme acteur
- 1909 : On ne trompe jamais un père (réalisateur non identifié)
- 1909 : Le Truc de Baptiste (réalisateur non identifié)
- 1909 : La Vengeance du coiffeur (réalisateur non identifié)
- 1909 : Fourberie conjugale (réalisateur non identifié)
- 1910 : Le Jupon de la voisine de Georges Monca
- 1910 : Amis de table d'hôte (réalisateur non identifié)
- 1910 : Le Clown et le Pacha neurasthénique de Georges Monca
- 1912 : Conférence sur l'alcoolisme par Rigadin de Georges Monca
- 1913 : Un bon tuyau  (réalisateur non identifié)
- 1913 : Rigadin ressemble au ministre de Georges Monca